# می‌خواهم که بدانی (ترانه زد)
«می‌خواهم که بدانی» (انگلیسی: I Want You to Know) نام ترانه‌ای از زد به همراهی سلنا گومز است که در آلبوم رنگ‌های واقعی و در ۲۳ فوریه ۲۰۱۵ منتشر شد. سبک این ترانه موسیقی رقص الکترونیک است و در چارت‌ها به موفقیت متوسطی دست یافت.